# Hoilola
Hoilola es una aldea del ciudad de Joensuu, en la región de Carelia Septentrional, Finlandia. Se encuentra cerca de la frontera rusa, a lo largo de la carretera regional finlandesa 500, a unos 68 kilómetros al sureste del centro de la ciudad de Joensuu.

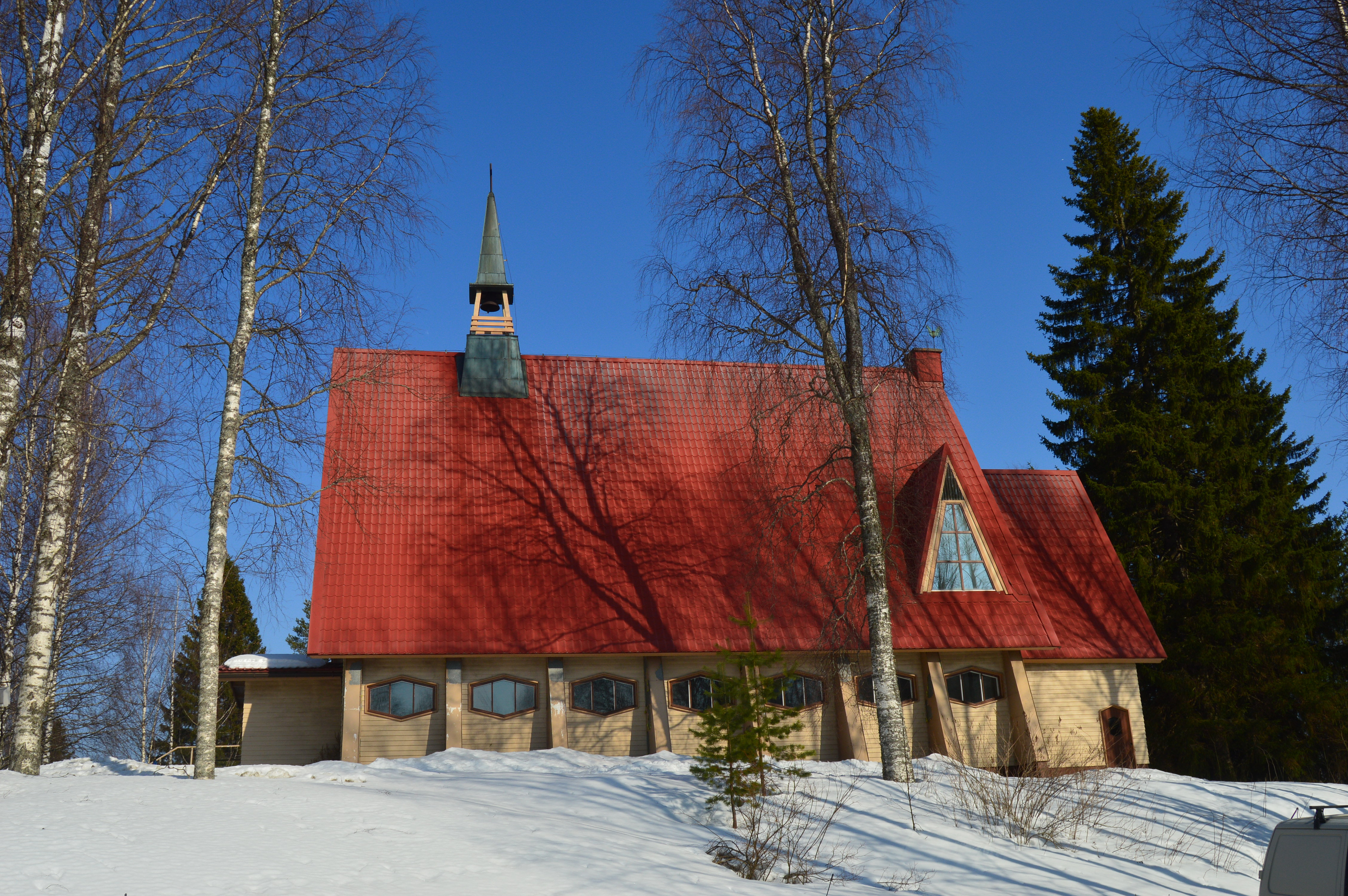
La Iglesia Luterana de Hoilola

## Iglesia
Antes de la Segunda Guerra Mundial, Hoilola formaba parte del municipio de Korpiselkä, cedido a Rusia en las cesiones territoriales. Hoilola es uno de los pueblos que permaneció íntegramente en el lado finlandés. Posteriormente, pasó a formar parte del municipio de Tuupovaara hasta 2005, cuando las zonas se anexaron a Joensuu.

## Atracciones

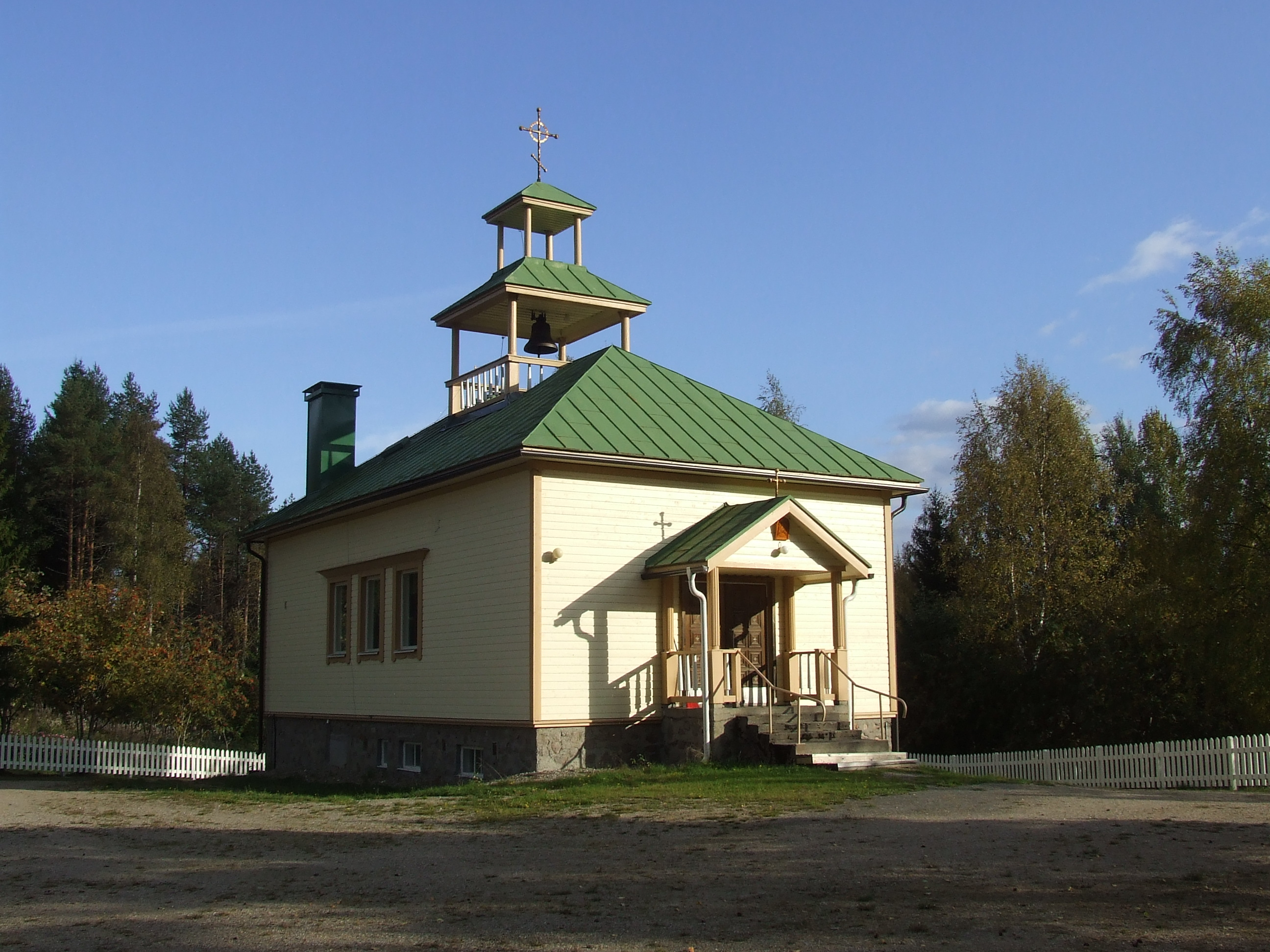
La Iglesia Ortodoxa de Hoilola

El pueblo es conocido por sus dos iglesias: una iglesia luterana de 1949 y una iglesia ortodoxa de 1957.